# Abbani, Kolar
Abbani là một làng thuộc tehsil Kolar, huyện Kolar, bang Karnataka, Ấn Độ.